# Waldkiefer

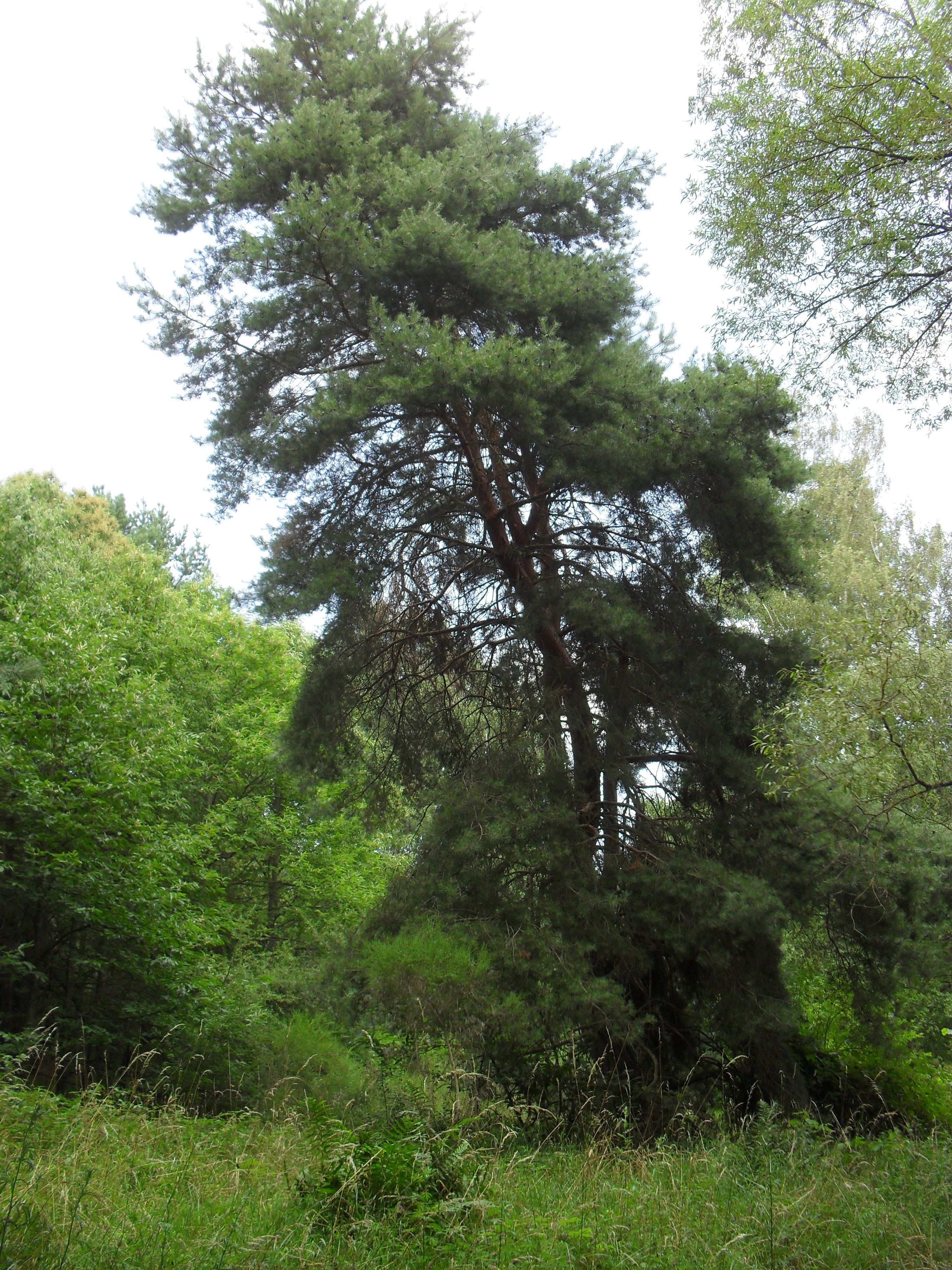
Wuchsform einer frei stehenden Waldkiefer (Pinus sylvestris). Durch den allseitigen Lichteinfall bleiben die unteren Äste erhalten. Dieser Baum zeigt Windwuchs.

Die Waldkiefer (Pinus sylvestris), auch Gewöhnliche oder Gemeine Kiefer, Wald-Föhre, Rotföhre, Weißkiefer oder Forche genannt, ist eine Pflanzenart in der Gattung der Kiefern (Pinus) aus der Familie der Kieferngewächse (Pinaceae). Um ihre Zugehörigkeit zur Gattung der Kiefern zu betonen, ist in der Botanik die Bindestrichschreibweise Wald-Kiefer verbreitet.
Die Waldkiefer ist aus forst- und holzwirtschaftlichen Gründen eine der am häufigsten angebauten Baumarten Deutschlands. Deutlich seltener kommen auch natürliche Kiefernwälder vor.

## Beschreibung

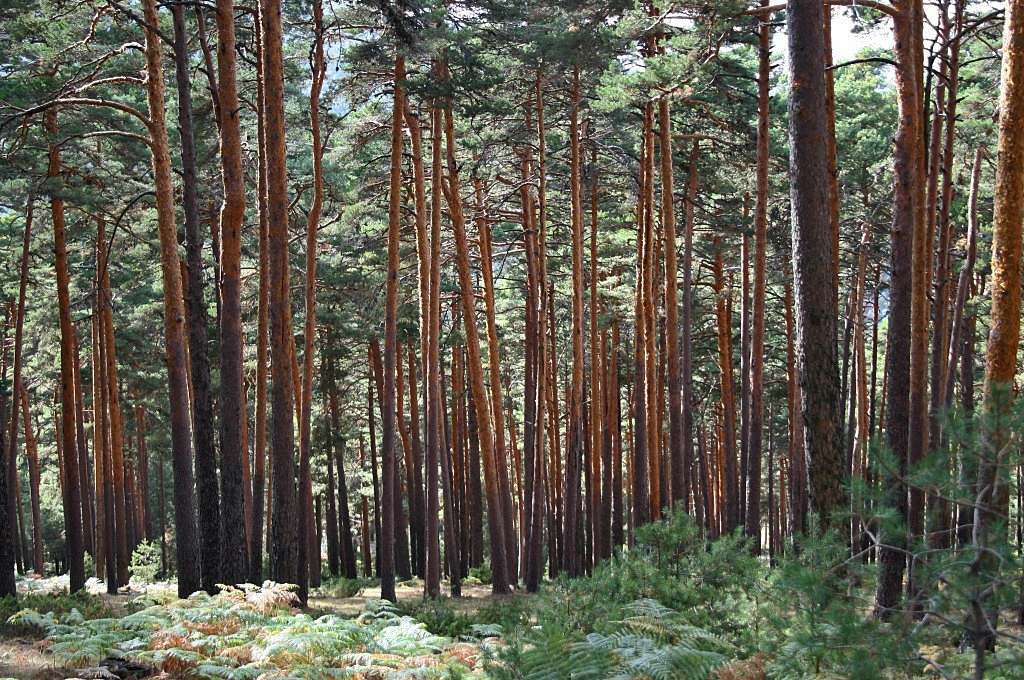
Typische Rotfärbung der Borke im oberen Stammbereich

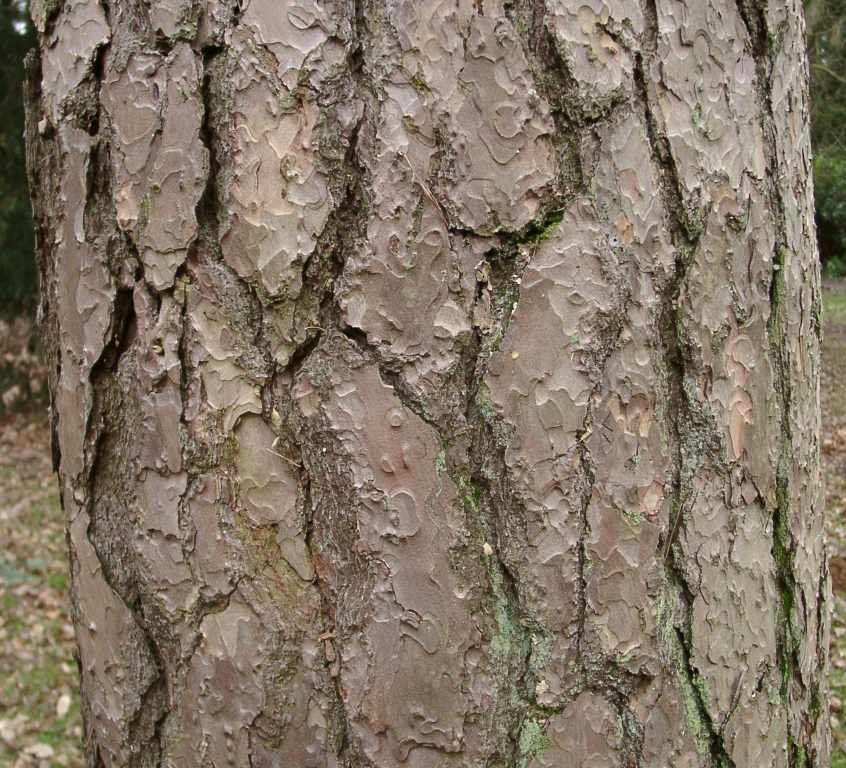
Borke der Waldkiefer

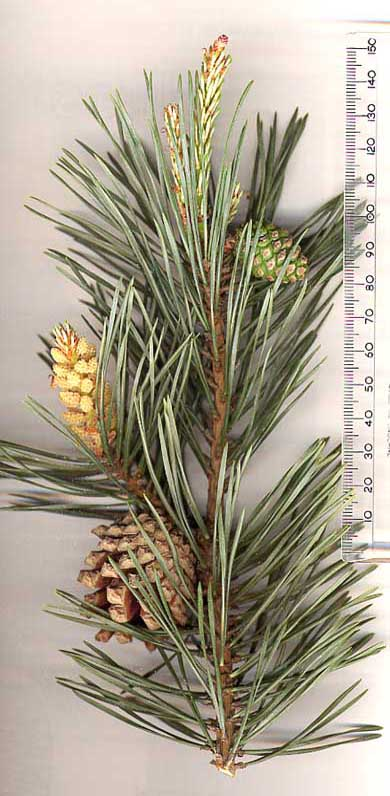
Zweig mit einem jungen weiblichen Zapfen (rechts oben), einem reifen Zapfen und einer männlichen Blüte. Oben an der Spitze ist eine weibliche Blüte zu sehen.

### Habitus
Die Waldkiefer ist ein schnellwüchsiger immergrüner Nadelbaum. Sie kann Wipfelhöhen bis 48 m und Stammdurchmesser bis zu 1 m erreichen. Sie kann bis zu 600 Jahre alt werden.
Die Waldkiefer ist in der Wuchsform sehr variabel. Je nach Standort kommen schmale kegelförmige oder breite schirmförmige Kronen vor. Die Aststockwerke sind locker aufgebaut. Ältere Bäume haben oftmals eine halbkugelige Krone und einen vollholzigen langen Stamm, bei dem die unteren Äste abgestorben sind. Auf Standorten mit geringer Substratauflage, auf Felsuntergrund oder als Windflüchter an Küsten bildet die Waldkiefer eine ausladende Schirmkrone aus.

### Borke
Die Borke ist in der Jugend glatt graugelb. Später bilden sich im unteren Stammbereich braunrote, tiefrissige und grobe Schuppen, im oberen Stammbereich die orange, dünne Spiegelrinde. Die Stämme der älteren Waldkiefern sind somit deutlich zweifarbig. Oft lösen sich von der Spiegelrinde glänzende Platten, die pergamentartig dünn sind.

### Nadeln

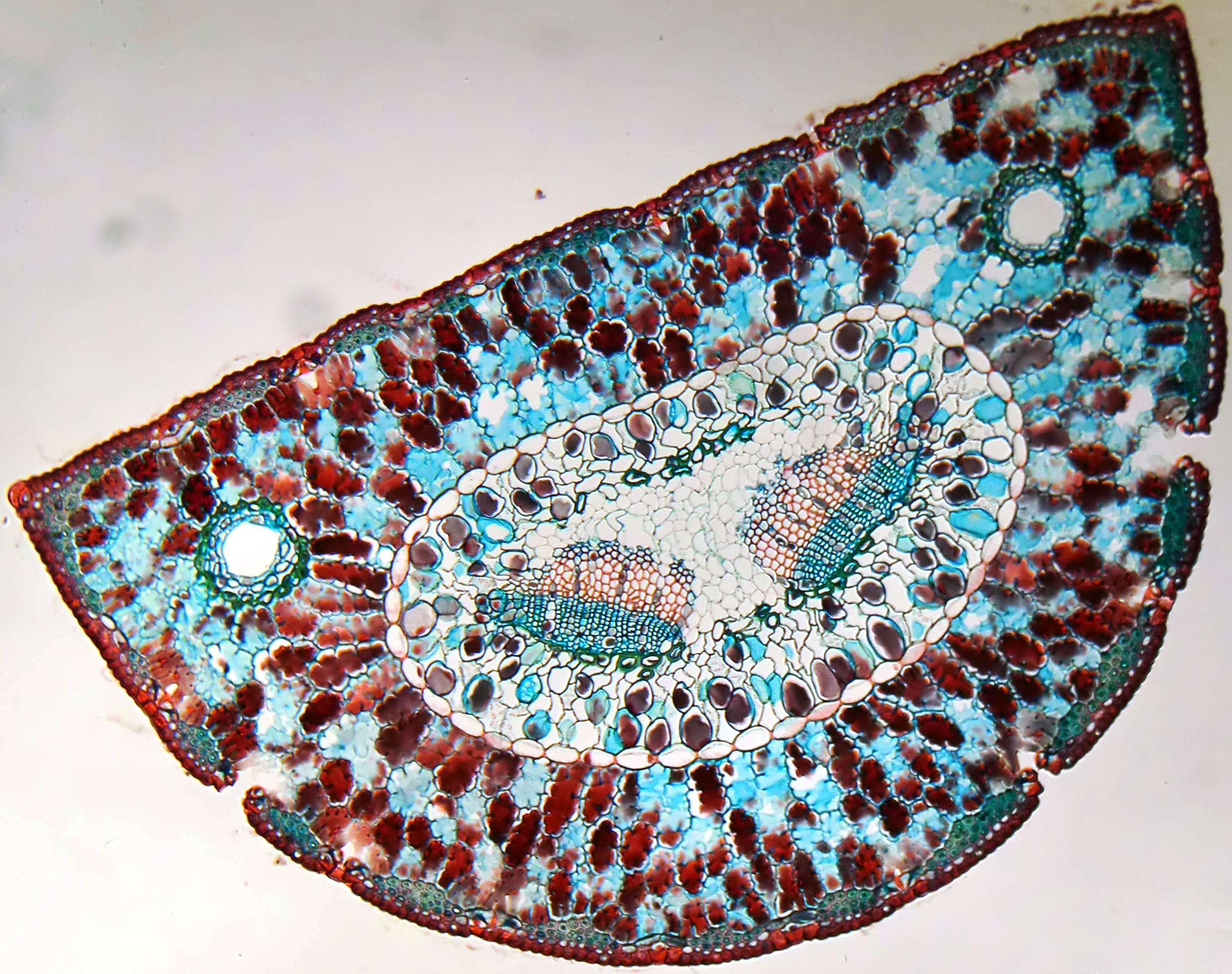
Histologischer Schnitt einer Nadel im Querschnitt

Die mehrjährigen Nadeln sind mehr oder weniger gedreht, paarweise in einer Nadelscheide (Kurztrieb) zusammengefasst und 4 bis 7 cm lang. Ihre Farbe ist blaugrün. Die Nadeln sind meist starr und spitz, im beschatteten Kronenbereich jedoch oft weicher. Histologisch finden sich zwei Harzkanäle, die den Zentralzylinder mit den darin verlaufenden zwei Leitbündeln begleiten. Belüftung und Verdunstung werden wie bei Laubblättern über kleine Poren, die sog. Stomata, reguliert. Die Nadeln haben jedoch einen xeromorphen Bau mit eingesenkten Stomata.
Außer bei Keimpflanzen stehen die Nadeln ausschließlich zu zweit an Kurztrieben. Jung sind sie von häutigen Niederblättern geschützt.

### Blüten

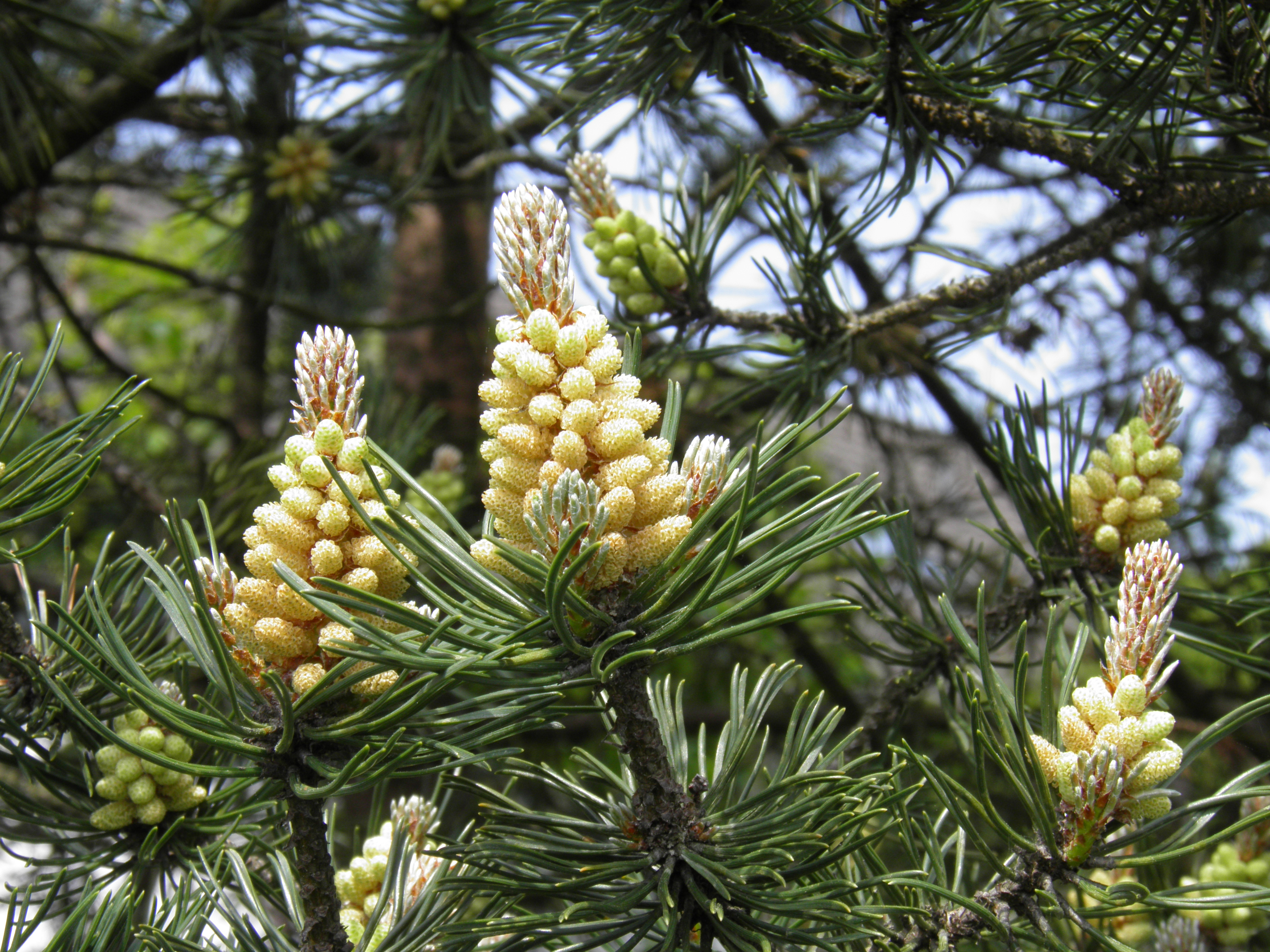
Männliche Blüten

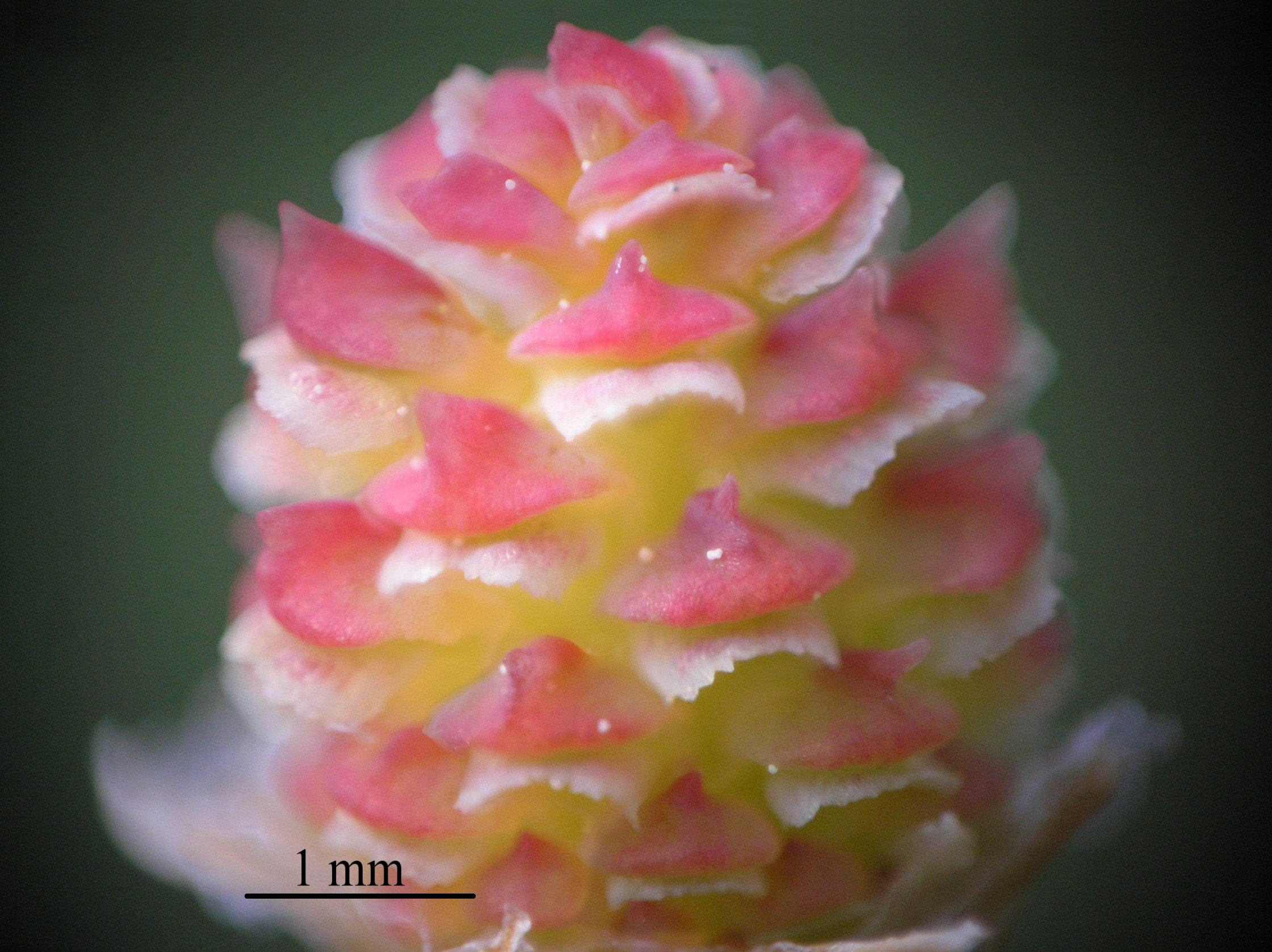
Weibliche Blüte (vergrößert)

Die männlichen Blüten entstehen zahlreich um die Basis der jüngsten Langtriebe. Unreif sind sie zunächst kugel- bis eiförmig und grün-gelb. Aufgeblüht werden sie etwa zwei Zentimeter lang, sind walzenförmig und rotbraun bis braun mit gelbem Blütenstaub. Die Verbreitung des Pollens erfolgt durch den Wind oft in großen Mengen, so dass sich der gelbe Blütenstaub in der Umgebung sichtbar niederschlägt.
Am Ende der Kurztriebe stehen ein bis drei weibliche Blüten. Diese sind rötlich und werden etwa 5 bis 8 Zentimeter lang. In den weiblichen Blüten bilden sich nach der Bestäubung und Befruchtung die Samen. Die Stiele der weiblichen Zapfen biegen sich nach der Befruchtung zum Zweig hin. Blütezeit ist von April bis Mai. Die befruchteten weiblichen Zapfen sind anfangs dunkelgrün und reifen erst im November des zweiten Jahres. Die reifen, dunkelgraubraunen, eikegelförmigen Zapfen sind bis zu 8 Zentimeter lang und 3,5 Zentimeter breit. Sie sitzen zu zweit oder in Gruppen an gekrümmten Stielen. Nach Freigabe der geflügelten Samen, die durch den Wind verbreitet werden, fallen diese Zapfen als Ganzes ab.

### Chromosomenzahl
Die Chromosomenzahl beträgt 2n = 24.

## Ökologie

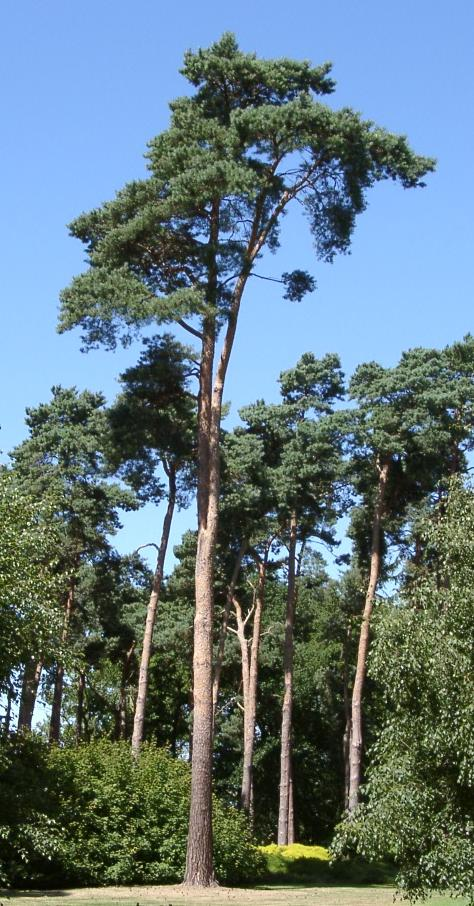
Habitus einer in einer Forstkultur gewachsenen Gemeinen Kiefer. Durch die gegenseitige Beschattung haben die Bäume während des Wachstums in der Jugend nur schwache Äste im unteren Stammabschnitt gebildet. Dadurch entsteht ein für die Holzverarbeitung geeignetes Stammholz.

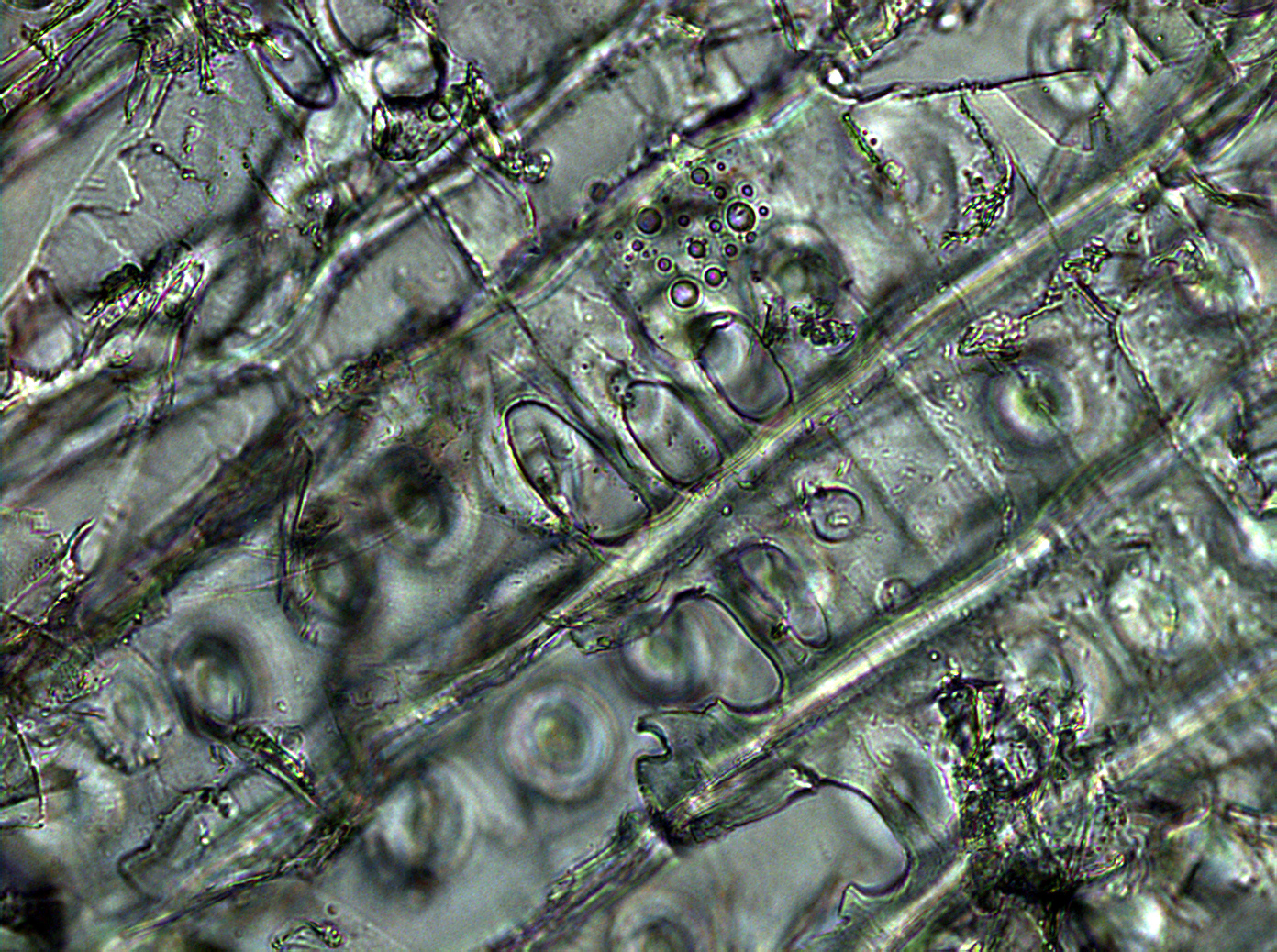
Kreuzungsfeld-Tüpfel in einer Mikroskopie

Die Nadelspitzen wirken als Kondensationspunkte, das heißt, sie fördern die Taubildung und dienen so der zusätzlichen Wassergewinnung. Die Nadeln fallen gemeinsam mit dem dazugehörigen Kurztrieb ab. Gewöhnlich geschieht dies nach drei Jahren, in Gebieten von hoher Luftverschmutzung auch schon im zweiten Jahr. Außerdem bleiben die Nadeln bei Luftverschmutzung kürzer.
Die Nadeln zeigen ausgesprochene Trockenheitsanpassungen, besonders gegen Frosttrocknis. Durch stark verdickte Zellwände der Epidermis und Hypodermis sind sie ledrig-derb (Skleromorphie). Die Spaltöffnungen sind zum Transpirationsschutz eingesenkt. Zum Teil ist dies auch als Anpassung an nährstoffarme Böden zu verstehen (Peinomorphose).
Alle Zweige und der Terminaltrieb verlängern sich jährlich um einen Langtrieb. Durch das Zählen der Astquirle ist somit eine Altersabschätzung leicht möglich.
Die Pfahlwurzel reicht bis in 6 Meter Tiefe. Die Feinwurzeln bilden Ektomykorrhizen beispielsweise mit Fliegenpilz, Reizker-Arten und Butterröhrling.

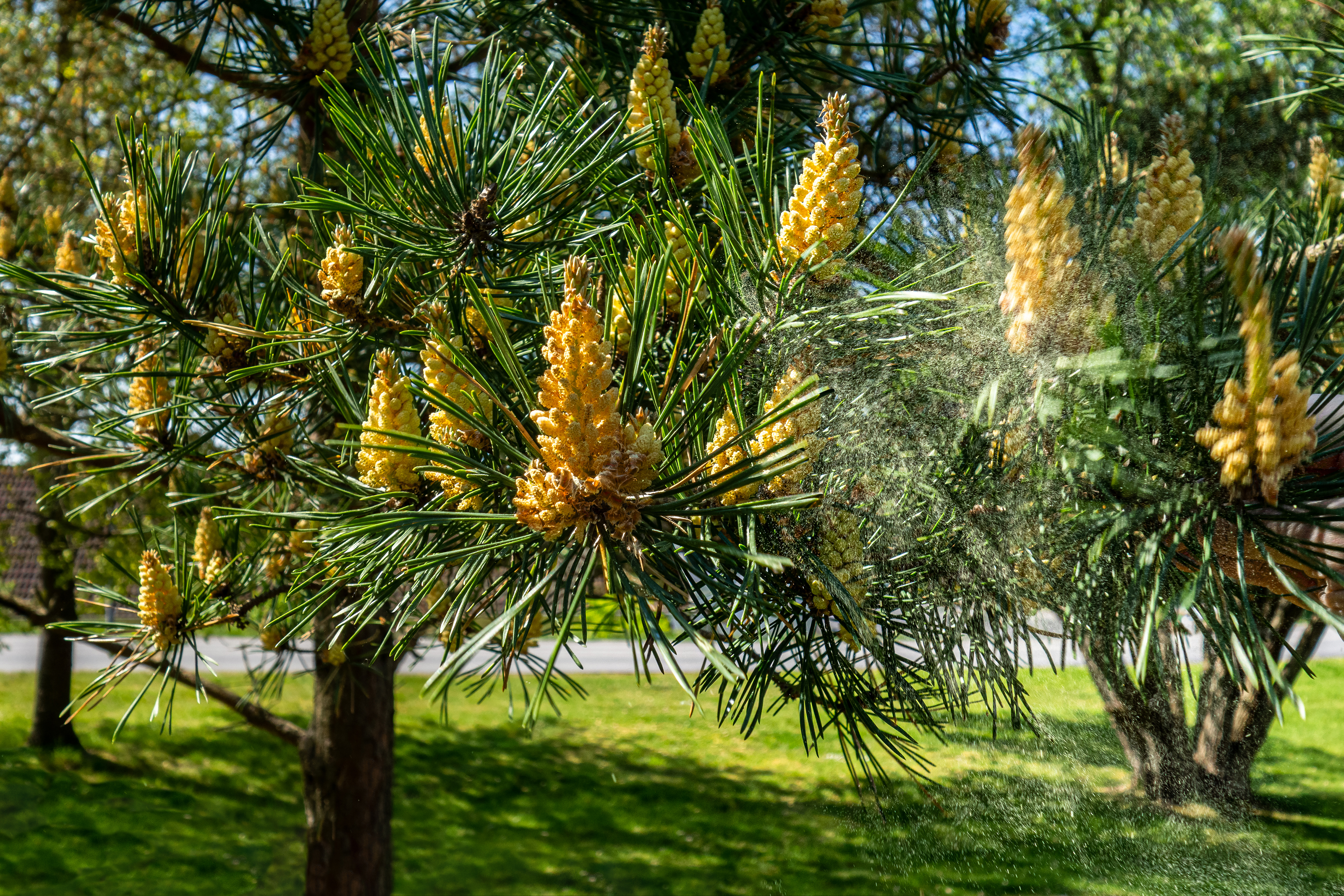
Pollen im Wind

Die Waldkiefer ist windblütig (unbeweglicher Typ). Der Pollen hat Luftsäcke und kann mehrere Kilometer weit fliegen. Die Blüten sind einhäusig und vormännlich. Die männlichen Blüten stehen büschelig gedrängt in der unteren Hälfte diesjähriger Langtriebe. Staubblätter sind zahlreich, spiralig angeordnet, auf je zwei Pollensäcke reduziert. Wegen der überreichen Pollenproduktion kommt es zur Hauptblütezeit oft zum Phänomen des „Schwefelregens“. Selbst in Großstädten wie Berlin kann man große Flächen des gelben, staubartigen Niederschlags finden, besonders auf Regenpfützen. Ungeachtet der Windblütigkeit stellt der Kiefernpollen eine wichtige Nahrungsquelle für Bienen dar. Die roten weiblichen Blütenstände (Zapfen) stehen seitlich an der Spitze von Langtrieben. Sie bestehen aus zahlreichen, spiralig angeordneten Deckschuppen und jeweils einer Samenschuppe mit zwei zur Achse gerichteten Samenanlagen in deren Achseln.
Nach der Bestäubung wächst der Pollenschlauch nur sehr langsam, so dass die Befruchtung erst im folgenden Jahr in den inzwischen etwas herangewachsenen, noch grünen und völlig geschlossenen Zapfen stattfindet.
Die Waldkiefer ist ab etwa 10 bis 15 Jahren blühfähig. Sie löst bei manchen Menschen Heuschnupfen aus.
Die Samen reifen im Herbst des 2. Jahres und werden erst im Frühjahr des 3. Jahres aus den Zapfen entlassen. Die Samenschuppen sind dann verholzt und haben die Deckschuppen überwachsen. Das bekannte Öffnen und Schließen der Kiefernzapfen als Wetterpropheten beruht auf hygroskopischen Bewegungen und zeigt somit unterschiedliche Witterungsverhältnisse an: Bei feuchtem Wetter quillt die Unterseite (Außenseite) der Samenschuppen stärker als die Oberseite, und der Zapfen schließt sich. Bei Trockenheit spreizen die Zapfen und entlassen den geflügelten Samen. Der Vorgang lässt sich im Experiment nachvollziehen: In Wasser eingetauchte trockene Zapfen sind nach ca. zwei Stunden geschlossen.

Die Samen werden durch den Wind als Drehflieger verbreitet. Sie liegen in zwei Formen vor: Die kurzflügelige Form hat Mindestflugweiten von 150 Metern, die langflügelige solche von ca. 1000 Metern. Daneben kommt Bearbeitungsverbreitung durch Spechte und Eichhörnchen sowie Wasserhaftausbreitung vor. Die Samen speichern fettes Öl. Sie sind Lichtkeimer. Der Keimling hat vier bis sieben Keimblätter.

## Vorkommen

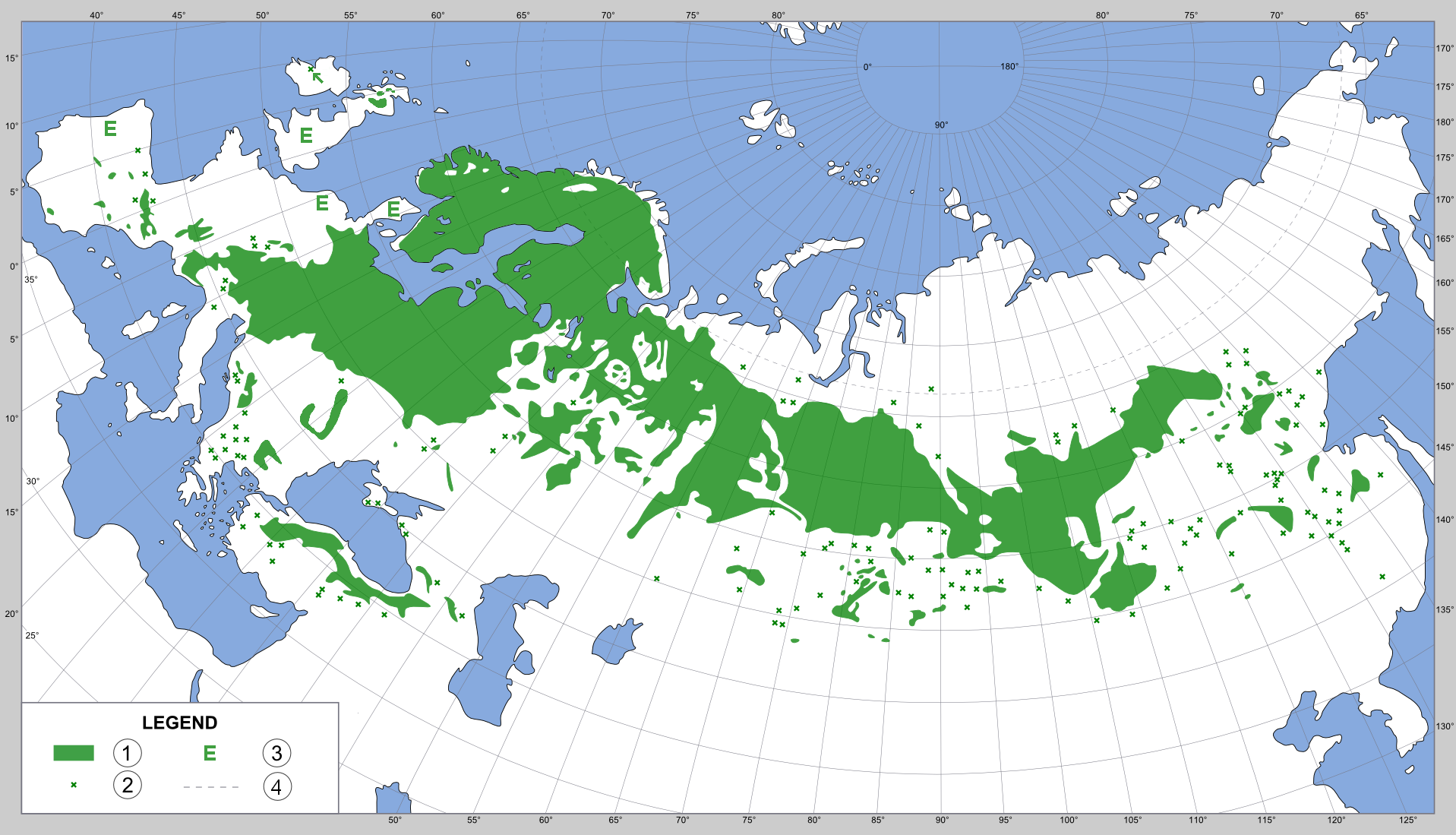
Verbreitung von Pinus sylvestris in Asien und Europa. Das „E“ symbolisiert großflächige Abholzungen natürlicher Populationen.

### Verbreitung
Das Hauptverbreitungsgebiet umfasst Europa bis weit nach Sibirien. Es reicht im Norden bis Lappland, im Süden bis in den äußersten Nordwesten Spaniens, den Norden Portugals und in die Türkei (nordisch-eurasiatisch-kontinentales Areal). In Westeuropa (Frankreich und Schottland) ist sie verstreut anzutreffen, in den südlichen Arealteilen beinahe ausschließlich Reliktvorkommen im Gebirge, die vielfach als eigene Unterarten (oder lokale Varietäten) beschrieben worden sind (catalaunica, cretacea, iberica, nevadensis, pyrenaica, rhodopea und romanica). In Europa kommt sie in allen Ländern vor, ist aber nicht überall ursprünglich.
In Deutschland wäre die Waldkiefer von Natur aus eine eher seltene Baumart, die aufgrund ihrer geringen Konkurrenzkraft gegenüber anderen, schattenverträglicheren Baumarten nur auf Grenzertragsstandorte beschränkt wäre. Die Waldkiefer dominiert unter mitteleuropäischen Klimaverhältnissen natürlicherweise nur auf besonders nährstoffarmen und trockenen oder nassen Standorten wie zum Beispiel auf bewaldeten Sanddünen oder in Moorrandwäldern. Da die Waldkiefer aber in ihrer Jugend sehr robust ist und auch unter schwierigen Verhältnissen noch gute Holzerträge liefert, wurde sie von den deutschen Waldbesitzern und Forstleuten seit Jahrhunderten großflächig angebaut. So ist sie heute die häufigste Baumart in den deutschen Wäldern. Mit 2,4 Millionen Hektar wachsen Kiefern auf 21,8 Prozent der deutschen Waldfläche. Im Zuge des Waldumbaus werden aber Kieferreinbestände seit einigen Jahrzehnten wieder in standortgemäße Mischwälder umgewandelt. So nahm die Kiefernfläche in Deutschland zwischen 2002 und 2012 um 85.000 Hektar ab. In Deutschland ist die Waldkiefer vor allem in Brandenburg, Sachsen-Anhalt, Mecklenburg-Vorpommern und Niedersachsen sowie in den nördlichen Teilen Sachsens und Bayerns anzutreffen.

### Standort

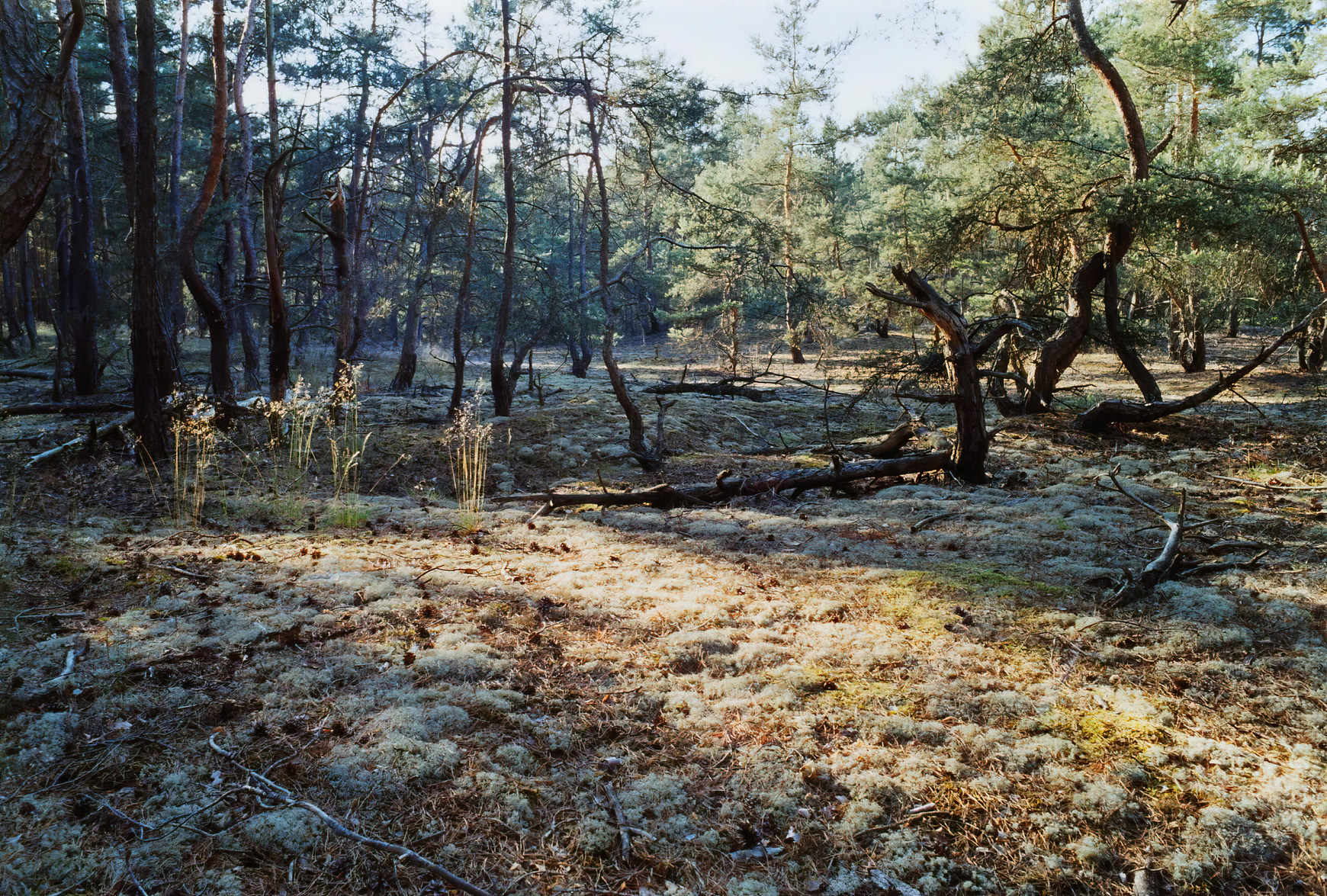
Die wirtschaftlich uninteressanteste, aus naturschutzfachlicher Sicht aber wertvollste und seltenste Ausprägung von Kiefernwald ist das so genannte Cladonio-Pinetum – Flechten-Kiefernwald; hier auf sehr nährstoffarmen Flugsanddünen in Norddeutschland. Diese Pflanzengesellschaft ist durch flächendeckende Eutrophierung stark bedroht

Die Waldkiefer ist eine anspruchslose Baumart und tolerant gegenüber vielen Böden und Klimaten. Mit ihrem Pfahlwurzelsystem kann sie auch zu tiefer liegenden Wasserschichten vordringen. Kiefernwald wächst von Natur aus auf armen, trockenen Böden auf sandigen und moorigen Standorten sowie auf trockenen Kalkböden, da hier das Durchsetzungsvermögen anderer Baumarten geschwächt ist. Ihr Zeigerwert für magerste Waldstandorte ist jedoch ohne Bedeutung, da sie vom Menschen auch auf bessere Standorte verbracht wurde und dort bestandsbildend ist. Natürliche Kiefernwälder kommen vor allem unter subkontinentalen Klimabedingungen vor und meiden den atlantischen Westen Europas. Nach Oberdorfer ist die Waldkiefer von Natur aus vorherrschend in Gesellschaften der Verbände Dicrano-Pinion, Cytiso-Pinion oder Erico-Pinion.
Die ökologischen Zeigerwerte nach Landolt et al. 2010 sind in der Schweiz: Feuchtezahl F = 3 (mäßig feucht), Lichtzahl L = 4 (hell), Reaktionszahl R = 4 (neutral bis basisch), Temperaturzahl T = 4+ (warm-kollin), Nährstoffzahl N = 2 (nährstoffarm), Kontinentalitätszahl K = 4 (subkontinental).
Forscher haben festgestellt, dass die Waldkiefer nach der Tschernobyl-Katastrophe ihr Erbgut durch verstärkte DNA-Methylierung verändert hat und sich so an die Folgen ionisierender Strahlung anpasst.

## Innere Systematik
Im Gegensatz zu den anderen verbreitetsten Baumarten Europas ist die Waldkiefer genetisch so gut wie gar nicht regional differenziert. Ihre allgemeine genetische Vielfalt ist dennoch moderat.

### Die Engadiner Waldkiefer
Im Alpenraum kommen Waldkiefern mit etwas abweichenden Merkmalen vor, die als Engadiner Waldkiefer (Pinus sylvestris L. subsp. engadinensis (Heer) Asch. & Graebn.) bezeichnet werden. Vereinzelte Funde entsprechend eingeordneter Individuen liegen auch aus den Bayrischen Alpen vor. Von anderen Autoren wird die Sippe nur als Varietät der Waldkiefer betrachtet, vereinzelt auch als echte Art. Ursprung der Engadiner Waldkiefer ist offensichtlich Hybridisierung mit der verwandten Bergkiefer (Pinus mugo) und (möglicherweise stabilisierte) Rückkreuzungsschwärme mit der Waldkiefer, also eine hybridogen entstandene Sippe. Es wird neuerdings auch ins Gespräch gebracht, dass es sich bei der Engadiner Waldkiefer um direkte (primäre) Hybriden zwischen den Arten handeln könnte.
Die Engadiner Waldkiefer kommt besonders in präalpinen und alpinen Gesellschaften des Verbands Erico-Pinion vor.

## Abgrenzung von ähnlichen Arten
Bei der Bestimmung der Waldkiefer kann es bei oberflächlicher Betrachtung zur Verwechslung mit der Schwarzkiefer kommen. Die Arten unterscheiden sich aber im Habitus. Da beide Baumarten außerdem eine unterschiedliche Drehung der Nadeln besitzen, ist es relativ einfach, sie daran zu unterscheiden. Bei der Waldkiefer lassen sich die beiden Nadeln am Kurztrieb nicht zu „einer Nadel“ zusammenfassen, wohingegen dies bei der Schwarzkiefer problemlos möglich ist. Die Schwarzkiefer bildet im oberen Stammbereich keine Spiegelborke aus; die Farbe der Rinde ist abweichend. Die Zapfen sind farblich und in der Größe stark verschieden; auch die Nadeln sind unterschiedlich groß.

## Forstwirtschaftliche Schädlinge
Viele auf der Waldkiefer lebende Insektenarten werden aus forstwirtschaftlicher Sicht in Mitteleuropa immer noch als Schädlinge angesehen. Es entspricht zwar der Tatsache, dass das in manchen Jahren vermehrte Auftreten einiger Arten zu ökonomischen Einbußen in der Forstwirtschaft führen kann, es sollte jedoch noch mehr als bisher, gerade im Hinblick auf den in den letzten Jahren bedrohlich voranschreitenden Artenrückgang, auch ein Blick auf die ökologischen Zusammenhänge gelegt werden. Viele Insektenarten, die noch vor wenigen Jahren als Forstschädlinge angesehen wurden, sind heute in Deutschland und vielen anderen europäischen Staaten so selten geworden, dass sie unter strengen Artenschutz gestellt werden mussten. Andere sind bereits verschollen oder ausgestorben. Nachfolgend werden einige Arten beschrieben, die auf die Waldkiefer als Nahrungspflanze angewiesen sind.

## Bedeutung als Futterpflanze (Auswahl)

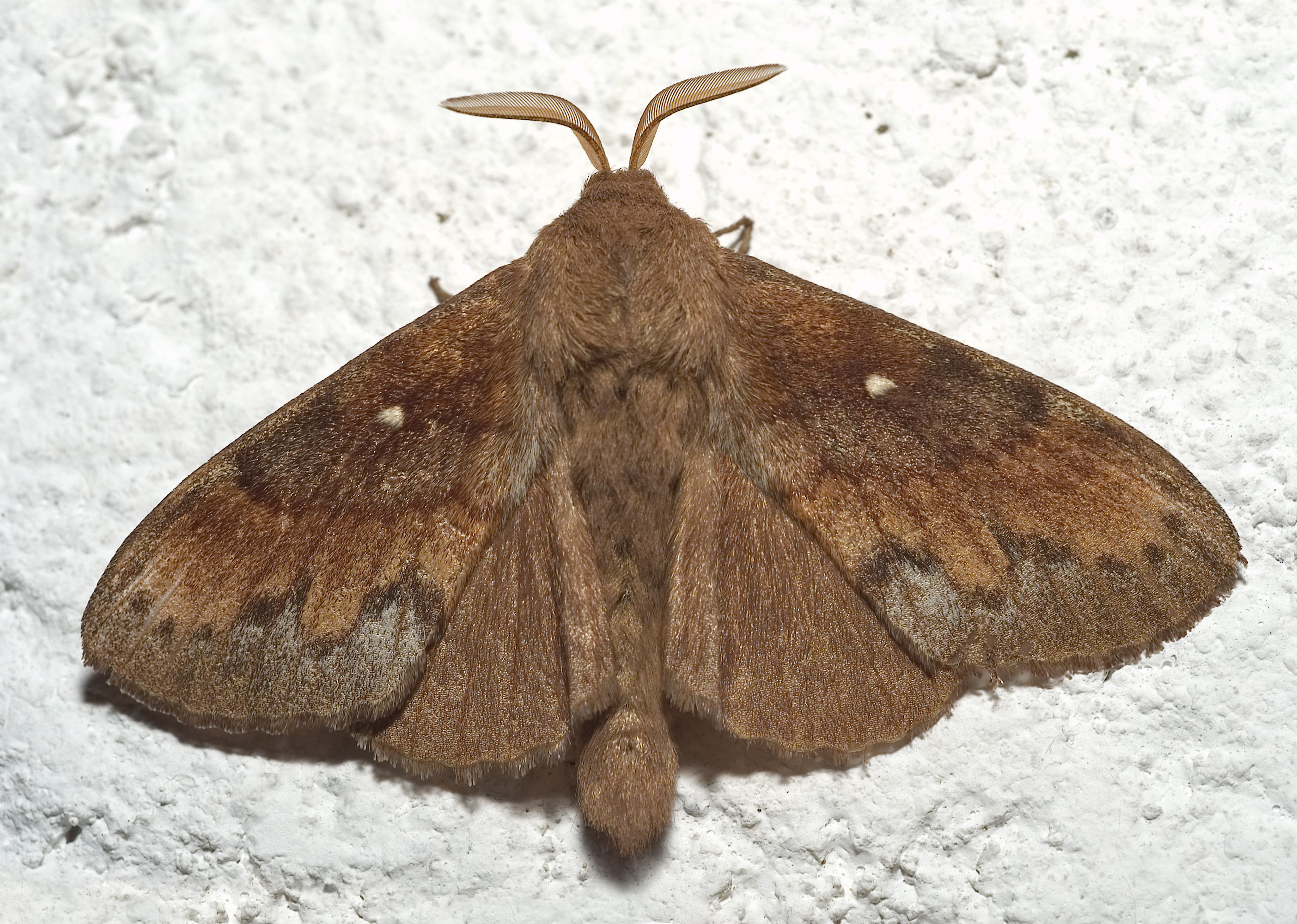
Kiefernspinner (Dendrolimus pini)

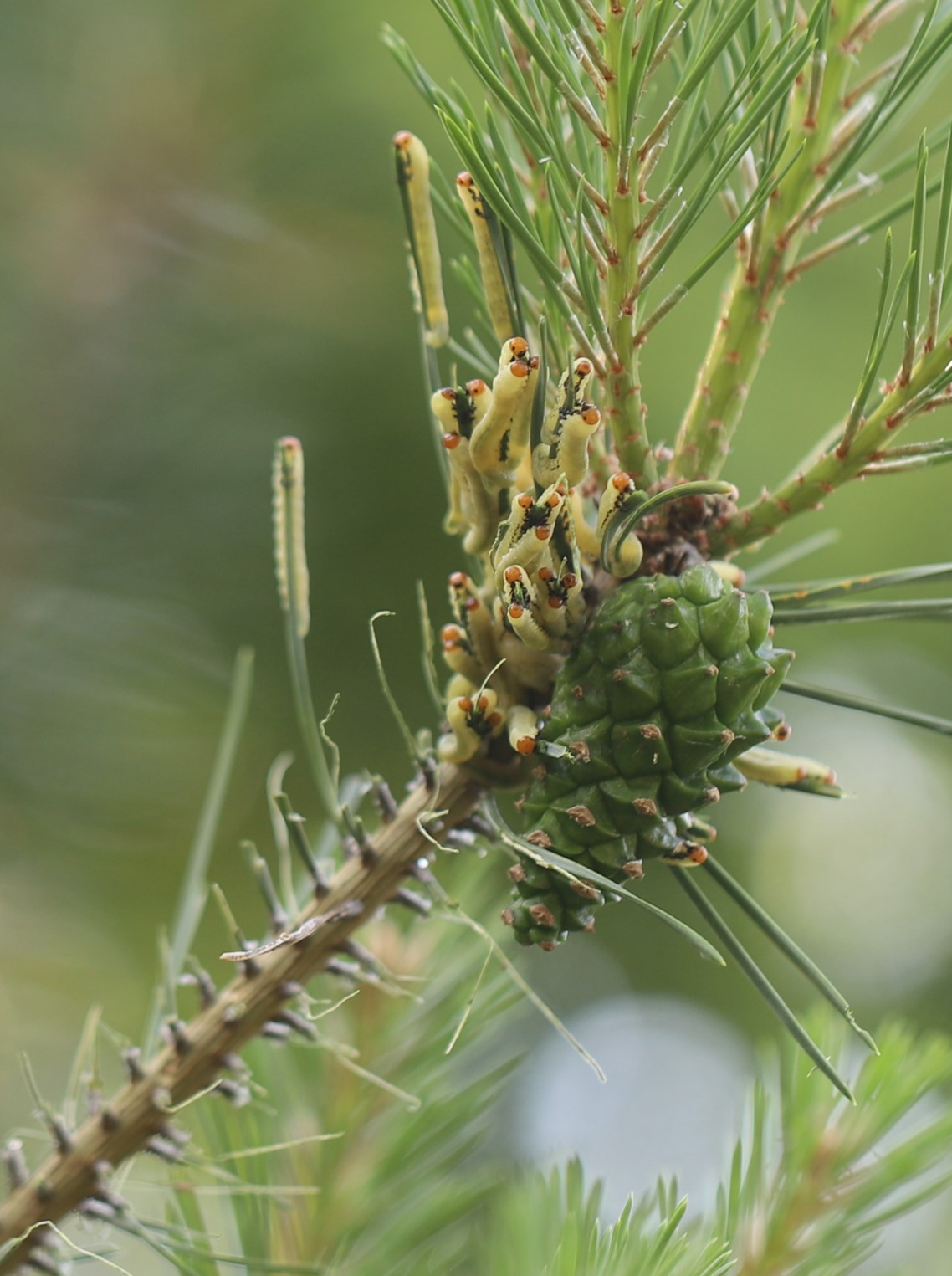
Larven der Gemeinen Kiefernbuschhornblattwespe (Diprion pini)

### Schmetterlinge
- Forleule (Panolis flammea)
- Kiefern-Harzgallenwickler (Eudonia delunella)
- Kiefernschwärmer (Hyloicus pinastri)
- Kiefernspanner (Bupalus piniaria)
- Kiefernspinner (Dendrolimus pini)
- Klosterfrau (Panthea coenobita)
- Nadelholz-Rindenspanner (Peribatodes secundaria)
- Nonne (Lymantria monacha)
- Pinien-Prozessionsspinner (Thaumetopoea pityocampa)

### Käfer
- Blauer Kiefernprachtkäfer (Phaenops cyanea)
- Großer Waldgärtner (Tomicus piniperda)
- Kleiner Waldgärtner (Tomicus minor)
- Kiefernrüsselkäfer (Pissodes spec.)
- Sechszähniger Kiefernborkenkäfer (Ips acuminatus)

### Hautflügler
- Gemeine Kiefernbuschhornblattwespe (Diprion pini)

## Krankheiten
Die Kiefernschütte ist die wichtigste Kiefernkrankheit. Hauptsächlich junge Bäume und Kiefernkulturen werden davon betroffen. Auslöser ist der Schadpilz Lophodermium seditiosum.
Das Diplodia-Triebsterben wird durch den Schadpilz Sphaeropsis sapinea ausgelöst. Er befällt die jungen Triebe während des Austriebs und bringt sie zum Absterben. Seit 2017 wird die Krankheit großflächig in Deutschland zum Problem, denn durch die ständig wärmer werdenden Sommer in Verbindung mit großer Trockenheit, sind die Bäume geschwächt und für den Pilz anfällig geworden.
Der Kiefernrindenblasenrost, eine durch Rostpilze in Europa weit verbreitete Kiefernkrankheit, ist die Ursache dafür, dass bei alten Kiefern der obere Teil der Krone oberhalb des befallenen Rindenbereichs abstirbt und als trockener Zopf aus der grünen Krone herausragt (Zopftrocknis). Wegen der starken Verharzung des Rindenbereiches und auch des Holzes im Befallsbereich (Verkienung) heißt diese Krankheit auch Kienzopf.
Das Triebschwinden wird durch den Schadpilz Cenangium ferruginosum verursacht, der in Mitteleuropa weit verbreitet ist und dort hauptsächlich die Waldkiefer besiedelt.
Zurzeit unternimmt die Europäische Union erhebliche Anstrengungen, die Einschleppung des Kiefernholznematoden (Bursaphelenchus xylophilus) zu verhindern. Die in Nordamerika heimische Art wird durch Holzhandel und Verpackungsholz verbreitet. Die Waldkiefer ist gegen den Schädling extrem empfindlich, so dass gewaltige Schäden drohen. Die Art ist bereits nach Portugal eingeschleppt worden. Seit Anfang 2010 müssen z. B. alle Europaletten behandelt werden, um die Ausbreitung zu stoppen.

## Nutzung

### Forstliche Bewirtschaftung

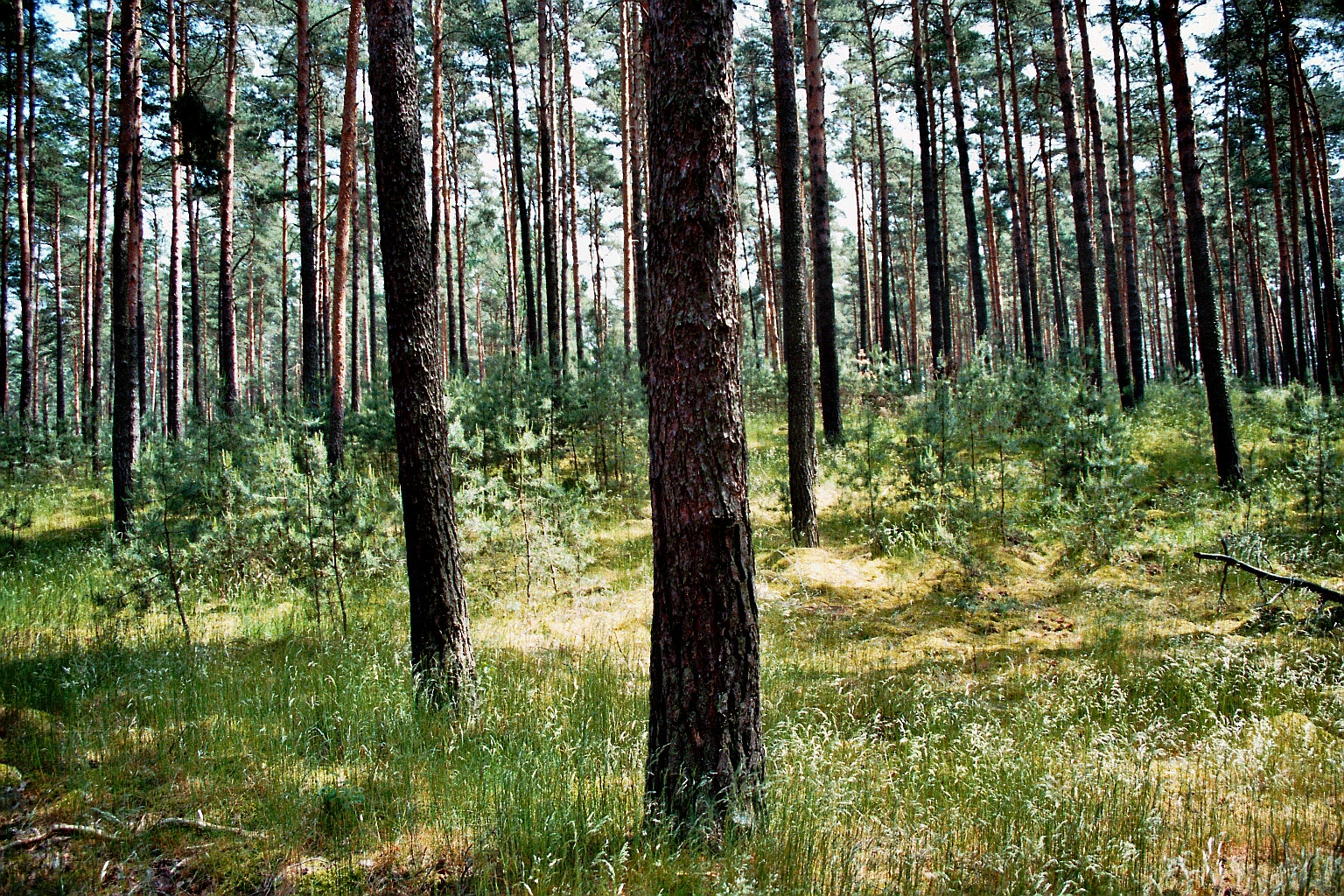
Bewirtschafteter Kiefernbestand mit Naturverjüngung in der Lieberoser Heide

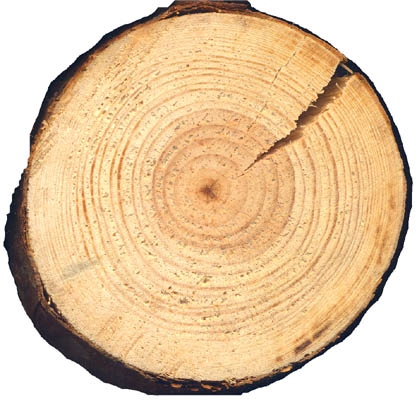
Querschnitt eines Astes mit 25 bis 35 Jahresringen

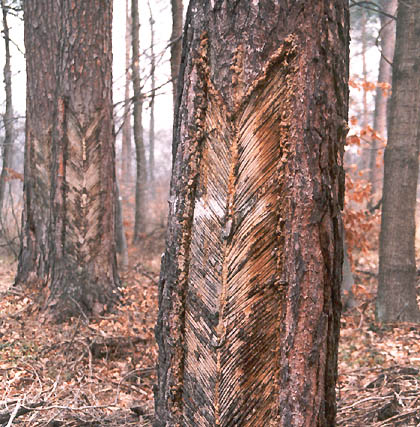
Harzlachten an Kiefernstämmen in Polen. Sie dienen der Gewinnung von Baumharz.

In Europa werden Waldkiefern häufig in plantagenartigen Monokulturen bewirtschaftet, um den hohen Bedarf an Bau- und Industrieholz zu decken. Auf besseren Standorten können diese Bestände später mit Laubbaumarten unterbaut werden, wodurch das Bestandesinnenklima erheblich verbessert wird. Kiefernreinbestände werden im Allgemeinen nach Erreichen des Wirtschaftszieles im Kahlschlag genutzt.
Da sich die Betriebsform der Kahlschlagswirtschaft mit der regelmäßigen Folge von Nadelholzreinbeständen in der Vergangenheit als wenig stabil gegenüber den zunehmenden biotischen und abiotischen Belastungen erwiesen hat, werden die Kiefernbestände in Mitteleuropa heute oftmals im Schirmhiebsverfahren genutzt. Unter den verbleibenden lockeren Schirm werden dann Laubbäume gepflanzt, die später den Folgewald bilden sollen. Auf armen Standorten ist auch das Verfahren der Kiefernnaturverjüngung möglich.

### Harz
Kiefern produzieren Harz, das bei Verletzungen der Rinde den Wundabschluss bildet und den Baum vor Infektion mit Pilzkrankheiten schützt. Aus dem Harz der Kiefern, dem Rohbalsam, können durch Destillation Terpentinöl und Kolophonium gewonnen werden. In Deutschland ist die Harzgewinnung (Pecherei) heute nicht mehr üblich. In Österreich gibt es noch harzverarbeitende Betriebe.

### Holz
In der Forstwirtschaft werden die Waldkiefern nach einer Wachstumszeit (Umtriebszeit) von 80 bis 140 Jahren bzw. nach Erreichen einer bestimmten Stärke (ca. 35 oder 40 Zentimetern Brusthöhendurchmesser) geerntet.
Waldkiefern liefern ein wichtiges Nutzholz und werden als Bauholz (auch in Form von Konstruktionsvollholz und Brettschichtholz), als Gartenholz (meist kesseldruckimprägniert), für Möbel, Massivholzdielen und Hobeldielen, Profilholz, Leisten usw. genutzt.
In der in Europa verwendeten Norm für Handelshölzer (DIN EN 13556) hat die Waldkiefer das Kurzzeichen PNSY.

## Sonstige Produkte
Einige Produkte aus Kiefernbestandteilen haben angeblich Heilwirkung.
Kiefernnadelöl (Oleum pini silvestris) ist das aus frischen Nadeln oder Zweigspitzen destillierte ätherische Öl. Es wird vor allem als schleimlösendes Mittel bei Bronchitis verwendet. Es besteht u. a. aus Pinen, aber sein typischer Geruch stammt von dem hohen Gehalt an Bornylacetat.
Terpentinöl wirkt hautreizend, antiseptisch und wird deshalb zu Einreibungen bei rheumatischen Erkrankungen verwendet. Bei längerer Einwirkung treten allerdings schmerzhafte Hautentzündungen auf, ebenso geschwürige Veränderungen und tiefgreifende Gewebezerstörungen. Hierfür ist besonders das δ-3-Caren verantwortlich. Auch Bronchospasmen können verstärkt werden. Terpentinöl besteht aus Pinen, Camphen, β-Phellandren, δ-3-Caren und Limonen als Hauptinhaltsstoffen.
Kiefernrindenextrakte enthalten entzündungshemmende Stoffe, die z. B. gegen Arthritis eingesetzt werden könnten.
Echter Kiefernhonig geht auf die Ausscheidungen von Schild- und Rindenläusen zurück, die an den Nadeln saugen (Honigtauwaldtracht). Eine große Kiefer kann mehrere Kilogramm Honig pro Jahr liefern.
Aus dem verkienten Holz lässt sich sogenannter Kienspan gewinnen, der früher als Leuchtmittel in Bergwerken verwendet wurde.

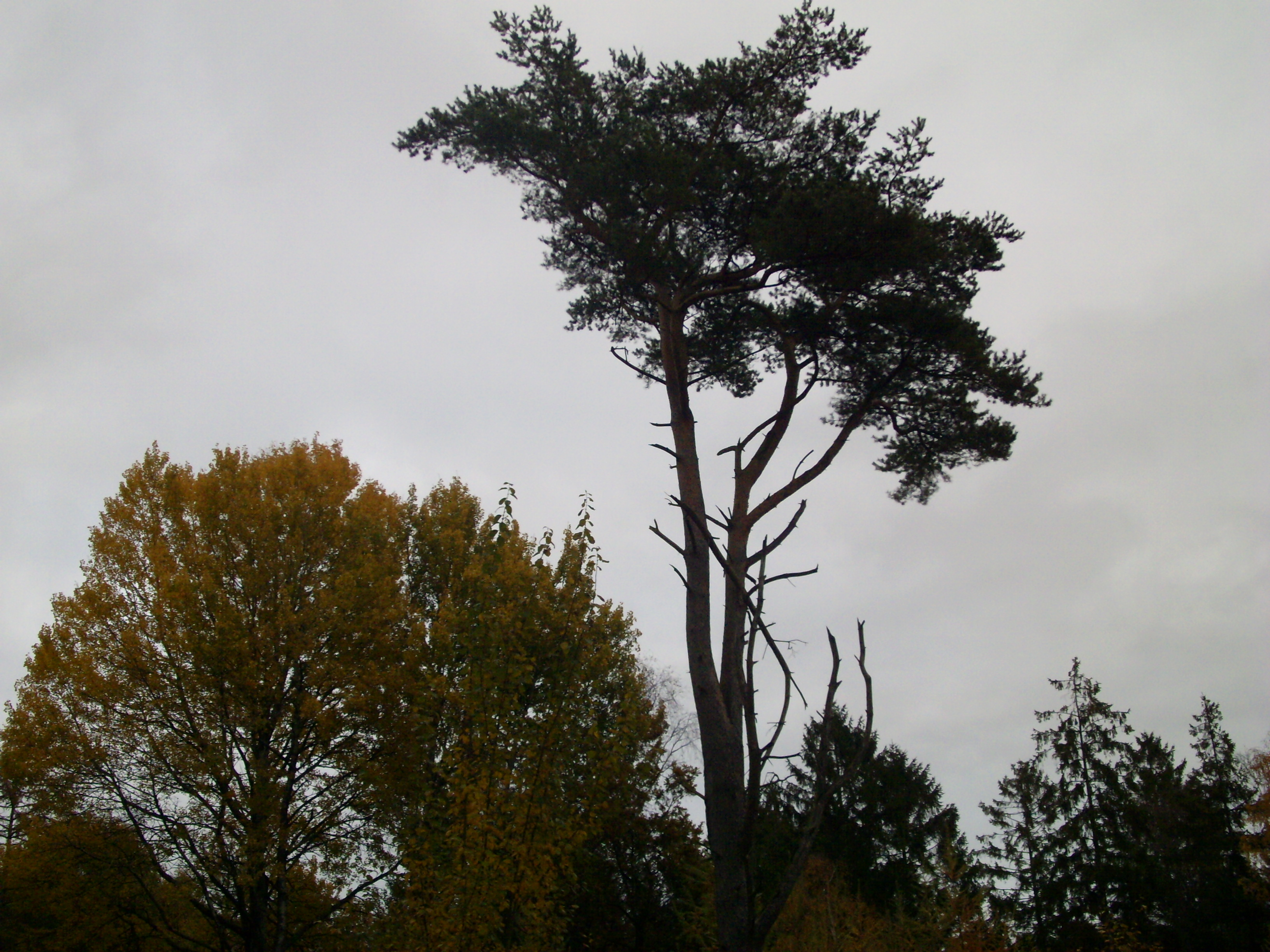
Verzwieselte Waldkiefer (Glücksburger Wald)

## Taxonomie
Die Waldkiefer wurde 1753 von Carl von Linné in Species Plantarum Band 2. S. 1000 als Pinus sylvestris erstbeschrieben. Er übernahm dabei den Namen, den schon Caspar Bauhin 1623 in seiner ΠΙΝΑΞ [Pinax] Theatri botanici ... der Art gegeben hatte. Das Epitheton "sylvestris" verwandte Bauhin als Gegensatz zu Pinus sativa, der heutigen Pinie (Pinus pinea). Sylvestris bedeutet also "wild" und der Name "Wilde Kiefer" würde besser zu der Art passen als die Bezeichnung "Waldkiefer".

## Sonstiges

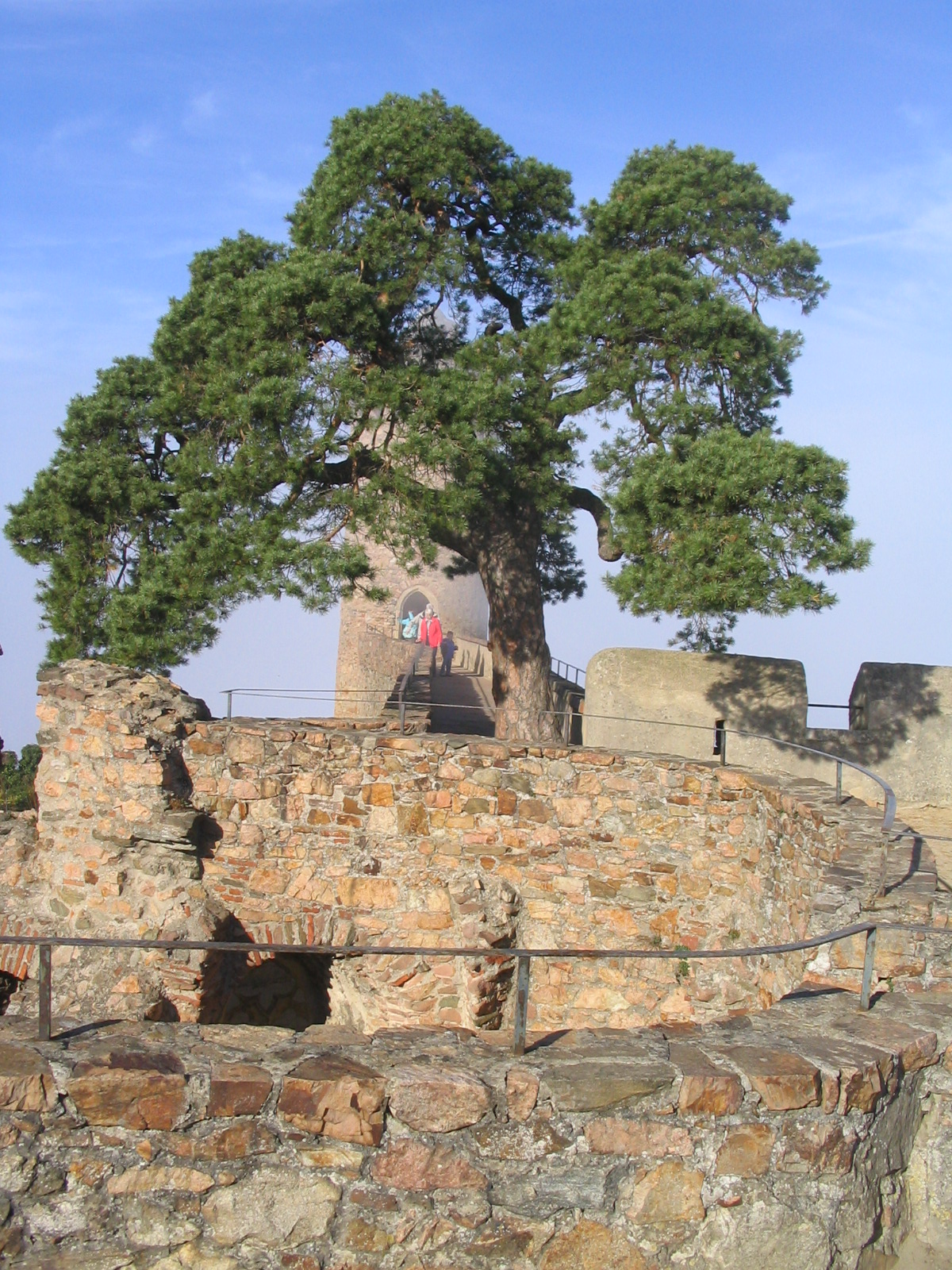
Waldkiefer auf der Burgmauer Schloss Auerbach

Auf einer Schildmauer der Ruine von Schloss Auerbach im Odenwald wächst eine Waldkiefer, die in luftiger Höhe allein auf dem Bauwerk wurzelt. Trotz der sehr kargen Lebensbedingungen hat sie ein Alter von mehr als 300 Jahren und eine Höhe von sieben Metern erreicht – ein eindrucksvoller Beleg für die ausgeprägte Anspruchslosigkeit der Pflanze.
Waldkiefern sind in europäischen Ländern als Weihnachtsbaum beliebt, werden in Deutschland allerdings nur selten dafür verwendet. Sie behalten ihre Nadeln bis weit in den Januar, sind jedoch etwas schwieriger zu schmücken als andere Nadelbäume.
In Deutschland war die Waldkiefer Baum des Jahres im Jahr 2007. In Österreich, als Rotföhre bezeichnet, wurde sie im Jahr 2022 vom Kuratorium Wald zum Baum des Jahres erkoren.